# Тренцано
Тренцано (італ. Trenzano) — муніципалітет в Італії, у регіоні Ломбардія, провінція Брешія.
Тренцано розташоване на відстані близько 450 км на північний захід від Рима, 65 км на схід від Мілана, 18 км на захід від Брешії.
Населення — 5429 осіб (2014).

## Демографія
Населення за роками:

Станом на 1 січня 2023 року в муніципалітеті офіційно проживало 569 іноземців з 30 країн, серед них 54 громадяни країн Євросоюзу та 19 громадян України.

## Сусідні муніципалітети
- Берлінго
- Брандіко
- Кастреццато
- Комеццано-Чиццаго
- Корцано
- Маклодіо
- Ровато